# Ernst Franz Ludwig Marschall von Bieberstein
Ernst Franz Ludwig Freiherr Marschall von Bieberstein (* 2. August 1770 in Wallerstein; † 22. Januar 1834 in Wiesbaden) war ab 1809 als alleiniger Staatsminister der führende Politiker des Herzogtums Nassau. Er verfolgte zunächst eine liberale Reformpolitik, ehe er ab 1818 bis zu seinem Tod einen Restaurationskurs steuerte.

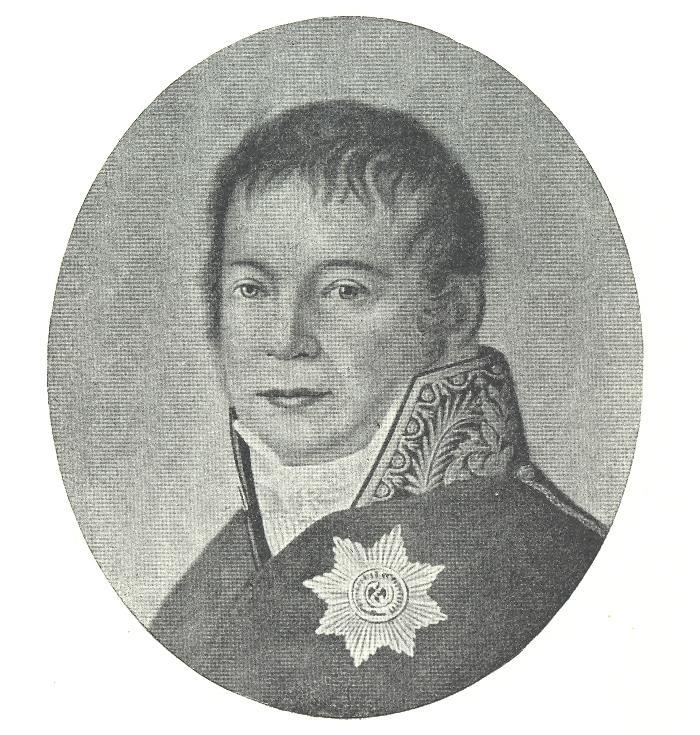
Ernst Franz Ludwig Freiherr Marschall von Bieberstein

Wappen der Familie Marschall von Bieberstein

## Herkunft
Ernst Franz Ludwig Freiherr Marschall von Bieberstein war ein Familienmitglied des alten meißnischen Adelsgeschlechts Marschall von Bieberstein. Seine Eltern waren der württembergische Oberst und spätere oettingen-wallersteinische Hofmarschall Conrad Otto Christoph Freiherr Marschall von Bieberstein (1726–1796) und dessen Frau Johanna Theresia Henriette geb. von Wolf (1738–1783).

## Leben
Seit 1782 besuchte Bieberstein die Karlsschule in Stuttgart. Dort absolvierte er nicht nur eine militärische Ausbildung, sondern besuchte auch den philosophischen und juristischen Kurs der Anstalt. Dort hatte er engen Kontakt mit dem späteren Naturwissenschaftler Georges Baron de Cuvier. In jungen Jahren stand er den Ideen der Französischen Revolution nahe. Seine älteren Brüder Friedrich August Marschall von Bieberstein und Karl Wilhelm Marschall von Bieberstein waren ebenfalls Absolventen der Karlsschule. Auch Christian Zais kannte er von der Karlsschule, den er ebenfalls im
Dienste des Herzogs von Nassau-Usingen in Wiesbaden wieder traf.

### Aufstieg im Nassauer Staatsdienst
1791 trat er als Leutnant in den Militärdienst beim Kreiskontingent beim Fürsten Wilhelm von Nassau-Usingen ein. Bereits ein Jahr später wechselte er in den Verwaltungsdienst von Nassau-Usingen. Marschall von Bieberstein wurde Hofgerichts- und Regierungsassessor ernannt. Relativ bald, im Jahr 1793, reiste er als Diplomat nach Den Haag, wurde aber von französischen Truppen gefangenen genommen. In der Folge stieg er weiter in nassauischen Diensten auf. Er wurde 1793 Regierungsrat und 1795 Mitglied des Geheimen Rates. Im Jahr 1796 wurde er zum Geheimen Regierungsrat ernannt. Angesichts der französischen Überlegenheit trat er für eine gewisse Annäherung an Frankreich ein. Bereits 1793 äußerte er, ähnlich wie die preußischen Reformer einige Jahre später, die Meinung, dass eine Verfassung der beste Schutz gegen revolutionäre Bewegungen sei, und warnte vor zu großen feudalen Belastungen der Bevölkerung, um eine revolutionäre Gegenwehr zu vermeiden. Sein Verfassungsverständnis zielte jedoch auf einen obrigkeitlichen Ständestaat und keinesfalls auf eine liberale Ordnung. Gegen den Willen des damaligen Regierungspräsidenten Karl Friedrich Freiherr von Kruse reiste Marschall von Bieberstein 1797 nach Paris, um dort nicht zuletzt für eine Mediatisierungspolitik zu werben.

### Territorialpolitik

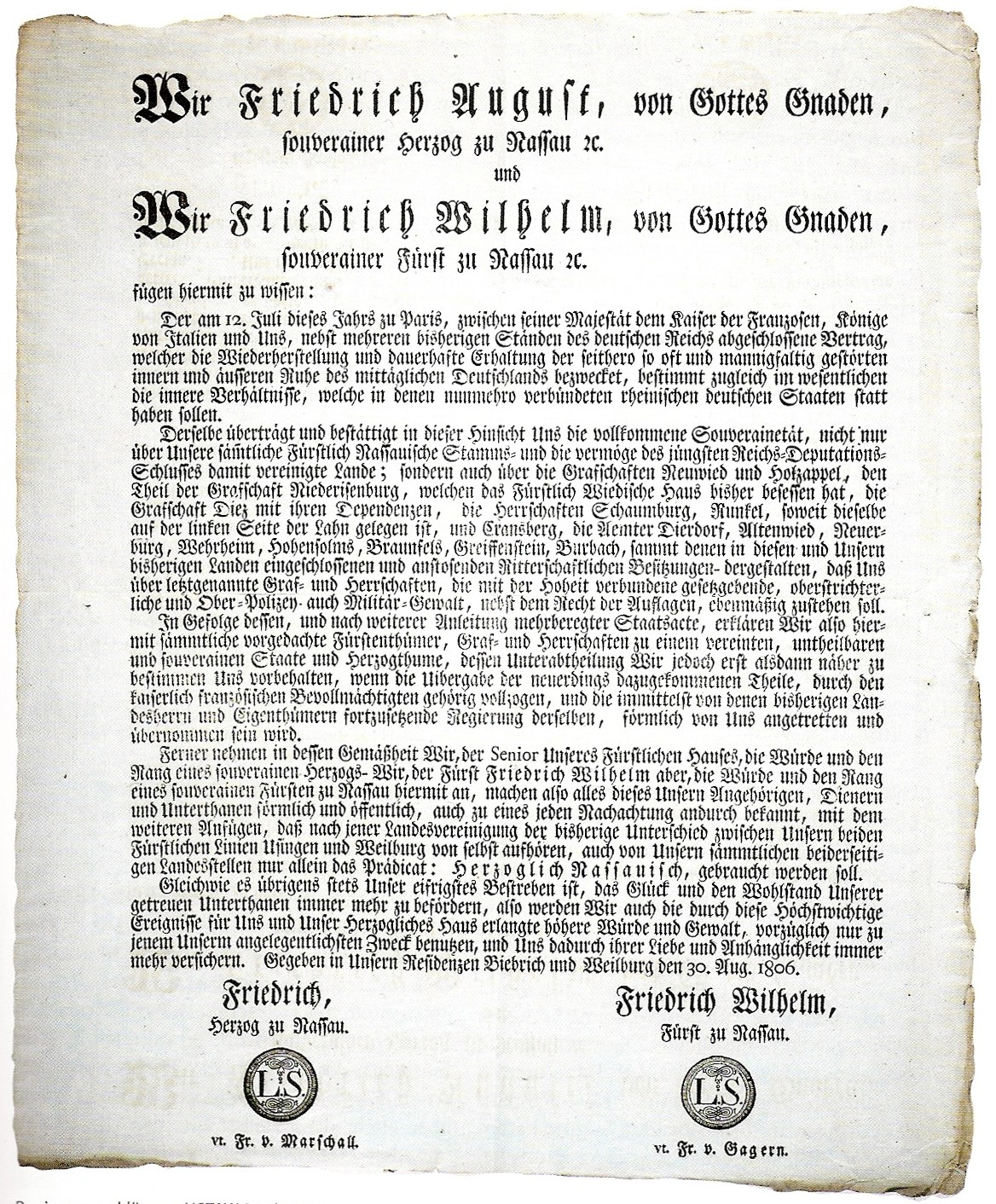
Gründungsurkunde Herzogtum Nassau 1806

Im Jahr 1803 wurde er zum Regierungspräsidenten ernannt. Zu den zentralen Aufgaben der ersten Jahre gehörten die Verhandlungen über die Entschädigung für die an Frankreich gefallenen linksrheinischen Gebiete. Sein Ziel war es rechtsrheinisch ein geschlossenes Territorium zu schaffen, das er in enger Zusammenarbeit mit seinem nassau-weilburgischen Gegenüber Hans Christoph Ernst von Gagern verfolgte. Im Zuge der beginnenden Mediatisierung der Reichsritterschaften als Folge des Reichsdeputationshauptschlusses, ließ er 1804 unter anderem die Besitzungen des Reichsfreiherrn Heinrich Friedrich Karl vom Stein (die Herrschaft Stein zu Nassau) durch nassauische Soldaten besetzen. Dagegen protestierte vom Stein nachdrücklich, und auch auf Druck von Kaiser Franz II. musste die Besetzung zunächst aufgehoben werden. Diese Episode führte zu einer lang anhaltenden Gegnerschaft vom Steins gegenüber Nassau und Marschall von Bieberstein.
Nach der Vereinigung der beiden nassauischen Länder Nassau-Usingen und Nassau-Weilburg 1806, die beide dem gerade gegründeten Rheinbund angehörten, wurde Bieberstein wie auch Gagern Staatsminister und damit Leiter der Politik im Herzogtum Nassau. Während Gagern sich vor allem um die Außenpolitik kümmerte, war Bieberstein für innenpolitische Fragen zuständig. Nach dem Rücktritt Gagerns wurde Bieberstein 1809 alleiniger Staatsminister und damit Leiter der Regierung.

### Reformpolitik
Die ersten Jahre waren von einer umfassenden innenpolitischen Reformpolitik zur Schaffung eines einheitlichen Staatswesens geprägt. Im Jahr 1808 setzte er sich für ein Ende der Leibeigenschaft ein. Ein Jahr später wurden die Steuerprivilegien des Adels abgeschafft. Außerdem wurde das Recht auf Eheschließung zwischen Lutheranern, Katholiken und Reformierten eingeführt. Hinzu kam eine Neuorganisation der Verwaltung und einige Zeit später die Einführung der Simultanschule. Ein staatlicher Gesundheitsdienst wurde 1818 geschaffen. Auch an den Reformen in der Justiz, und der Wirtschafts- und Finanzpolitik war er beteiligt. Darunter war 1815 die Einführung des Freihandels und 1819 die Gewerbefreiheit. Damit folgte er Prinzipien des Wirtschaftsliberalismus.
Er nahm in den folgenden Jahren den Vorschlag vom Steins für eine nassauische Verfassung auf. Zusammen mit vom Stein und Carl Friedrich Emil von Ibell war Bieberstein maßgeblich an ihrer Ausarbeitung beteiligt. Die Verfassung trat 1814 in Kraft und garantierte die Grundrechte. Eine Landständeversammlung setzte sich aus der Herrenbank für den Adel und einer Deputiertenkammer für Kirche und wohlhabendes Bürgertum zusammen.

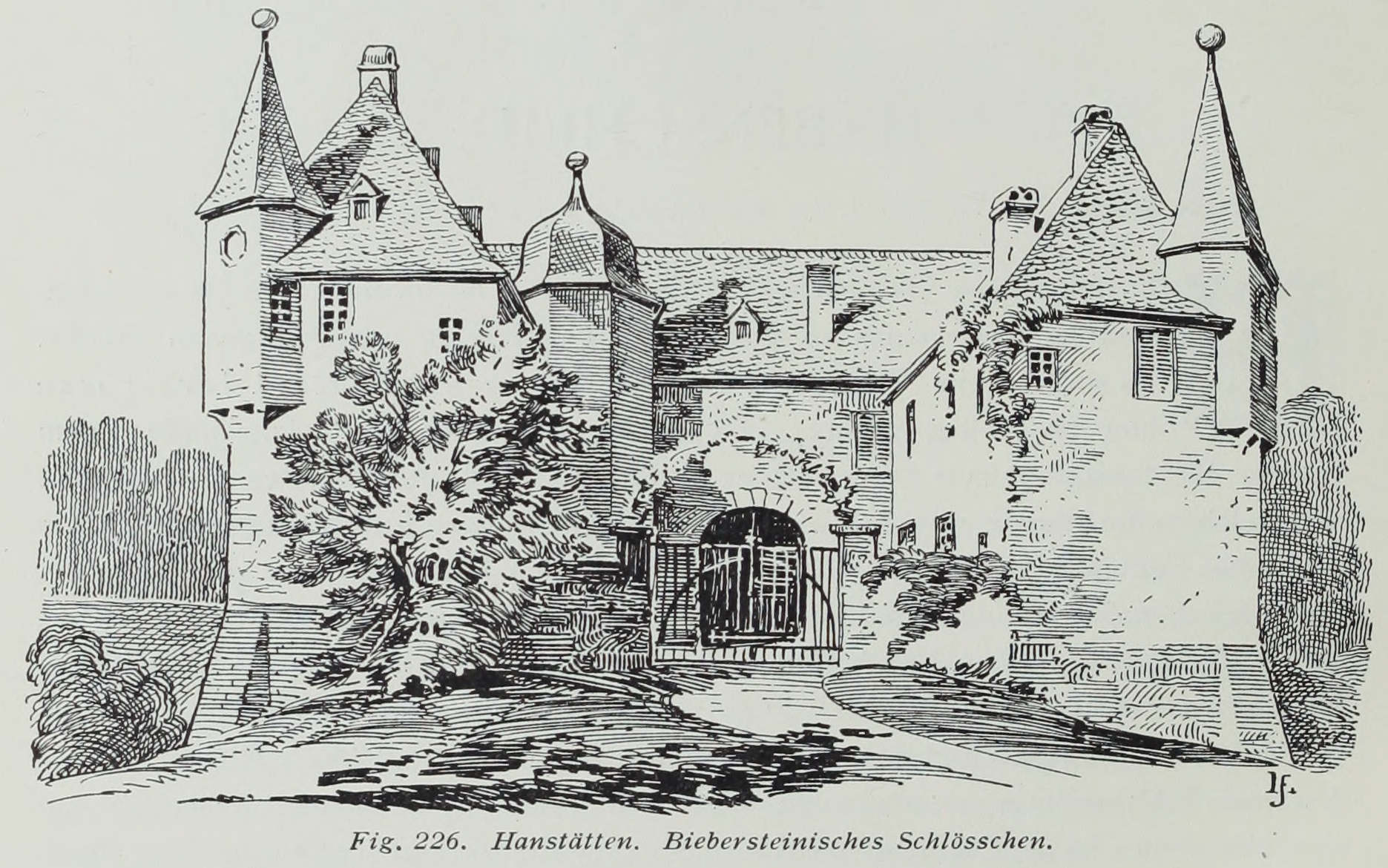
Biebersteinisches Schloss zu Hahnstätten

Durch diese Zusammenarbeit verbesserte sich das Verhältnis zum Freiherrn vom Stein deutlich. Dies wirkte sich positiv auf die Position Nassaus auf dem Wiener Kongress aus. Als Vertreter seines Landes war Bieberstein dort anwesend. Es gelang ihm dort, gegen anfängliche Annektionsabsichten Preußens, die Souveränität Nassaus zu erhalten. Als Dank erhielt Bieberstein Ländereien und das Wasserschloss in Hahnstätten.
Im Jahr 1816 kam es erneut zu einem Konflikt mit vom Stein, der zu dieser Zeit wieder in Nassau lebte. Dieser wollte sich nicht mit dem Verlust seiner ehemals reichsunmittelbaren Stellung abfinden und griff Bieberstein auch in der Presse scharf an.

### Restaurationspolitik
Marschall von Bieberstein wandte sich 1818 von seinem bisherigen Reformkurs ab. Dazu trug die Opposition im Land aber auch die mit den Karlsbader Beschlüssen eingeleitete Restaurationspolitik im Deutschen Bund bei. Er folgte seither im Wesentlichen der Politik Metternichs. Marschall von Bieberstein wurde zum Vorsteher eines autoritären Regimes. Auch den Domänenstreit in den 1830er Jahren konnte er politisch überleben.
Als zentrale Aufgabe sah er die Bewahrung der staatlichen Souveränität von Nassau an. Er unterstützte Metternich in dessen Politik die nationale Bewegung zu unterdrücken. Marschall von Bieberstein hat mit Blick auf die Bewahrung der Unabhängigkeit auch die Entwicklung des von Preußen vorangetriebenen Deutschen Zollvereins abgelehnt. Um diese Entwicklung zu behindern, hat er noch 1833 einen Handelsvertrag mit Frankreich abgeschlossen. Erst nach dem Tod von Marschall von Bieberstein wurde die Ablehnung des Zollvereins aufgehoben. Das von ihm geschaffene autoritäre Regime hat allerdings bis 1848 überlebt.
In der deutschen Geschichtsschreibung wurde das Bild lange nur vom Kampf gegen den Zollverein und der 1819 einsetzenden reaktionären Innenpolitik geprägt. Die rheinbündische Reformtätigkeit und die Verdienste beim Aufbau des modernen Nassau fanden dagegen nicht die gebührende Beachtung, wohl auch deshalb, weil das 1866 von Preußen annektierte Herzogtum Nassau nur sechs Jahrzehnte existierte.

## Familie
Im Jahr 1802 heiratete er Karoline von Veltheim (1783–1840), die Tochter des Geheimen Legationsrats Johann Friedrich von Veltheims. Aus der Ehe gingen vier Söhne und sieben Töchter hervor, darunter:
- Ernst August Friedrich Hans (1816–1860), Domänenrat und Landtagsabgeordneter
- Friedrich Wilhelm (1806–1865), Domänenrat und Landtagsabgeordneter.
- Charlotte Friederike (* 12. Januar 1810; † 8. Dezember 1832) ⚭ 1829 Emil August von Dungern (1802–1862)
- Dorothea Natalie (* 21. Juni 1808; † 2. April 1888) ⚭ 1834 Emil August von Dungern (1802–1862)
- Adolfine (* 1803) ⚭ 1828[2] Heinrich Friedrich Carl von Rettberg († 1844), Herzöglich nassauischer Oberst und Flügeladjutant
- Luise Caroline (1804–1884) ⚭ 1827 Freiherr Friedrich Gerhard von Wintzingerode (1799–1870), Königlich preußischer Regierungspräsident
- Auguste Therese(1805–1883) ⚭ 1830 Freiherr Friedrich Ernst Ludwig Heinrich von und zu Gilsa (1799–1859), Herzöglich nassauischer Kammerherr und Oberjägermeister
- Marie Luise (1819–1904) ⚭ 1846 Freiherr Adolf Ludwig Marschall von Bieberstein (1806–1891), Badischer Kammerherr und Wirklicher Geheimer Rat

## Sonstiges

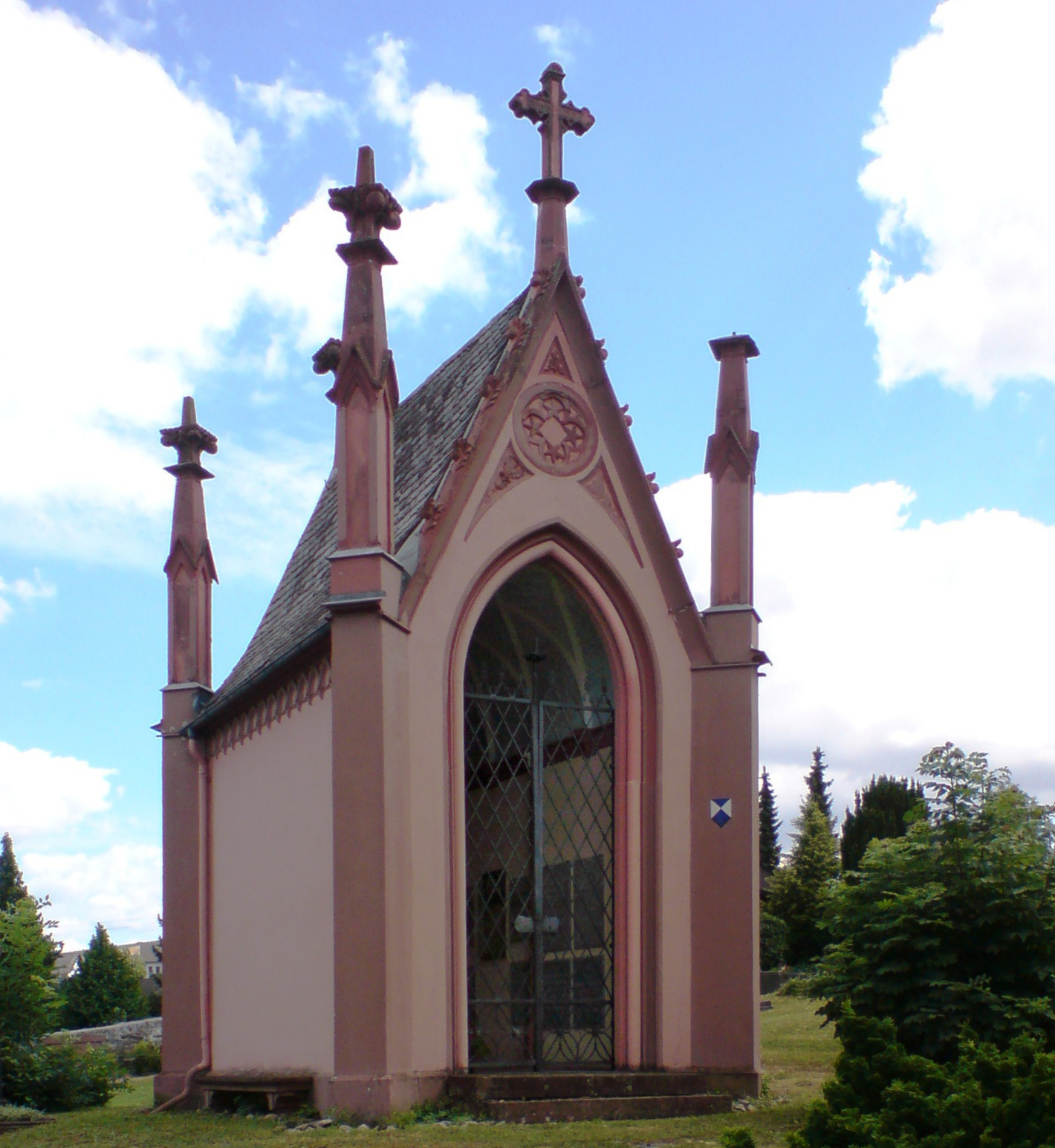
Bieberstein'sche Gruft auf dem Hahnstätter Friedhof

Zu Ehren Marschalls von Bieberstein wurde unmittelbar nach dessen Tod auf dem Hahnstätter Friedhof, unter Mitwirkung der Bevölkerung, eine Grabkapelle errichtet, die sogenannte „Bieberstein'sche-“ oder auch „Marschalls-Gruft“. Seine Frau Caroline und alle Nachkommen der beiden Eheleute wurden dort beigesetzt.